# Classic Racing Revival
El Classic Racing Revival és un aplec internacional d'afeccionats al motociclisme de velocitat que se celebra anualment a Dénia, Marina Alta, d'ençà de 1993. Consisteix en una concentració de motocicletes de competició històriques -"clàssiques"- que es reuneixen als carrers d'aquesta població durant un cap de setmana (normalment, a la primavera), per a participar en un seguit d'activitats relacionades amb el motociclisme: exposició de motos clàssiques, mercat de productes relacionats, volta turística a la Marina Alta, etc. El plat fort del cap de setmana són les curses d'exhibició de motos de Gran Premi, celebrades el diumenge en un circuit urbà. Finalment, cada any es dedica l'esdeveniment i es ret homenatge a una figura destacada del món del motociclisme, la qual és nomenada "Participant d'honor".
Organitzada pel Classic Motor Club Dénia, és una de les concentracions motociclistes més populars d'Europa i hi assisteixen habitualment vora 10.000 visitants, entre participants i afeccionats, els quals poden gaudir d'un ambient de curses i nostàlgia del Mundial de motociclisme. El centre neuràlgic de l'esdeveniment és el carrer Marqués de Campo de Dénia, on s'instal·la el mercat i l'exposició de les motos clàssiques i vehicles històrics.

## Història
A començaments de la dècada de 1990, Esteban Fullana, president del Classic Motor Club Dénia, tingué la idea de celebrar una "Reunió Internacional de Motos Històriques de Gran Premi", una mena de revival del que havia estat el Campionat del Món de motociclisme durant l'època clàssica (quan se'l coneixia com a Continental Circus i les curses se celebraven en circuits urbans). Des de la primera edició, Fullana aconseguí atraure a Dénia pilots de motociclisme de renom internacional, molts d'ells antics campions del món; entre d'altres, han passat pel Classic Racing Revival Giacomo Agostini, Luigi Taveri, Carlo Ubbiali, Tarquinio Provini, Umberto Masetti, Pier Paolo Bianchi, Silvio Grassetti, Claudio Lusuardi i Börje Jansson. També s'hi ha homenatjat, a títol pòstum, a Mike Hailwood, Santiago Herrero i Ricardo Tormo.
A més, lògicament, l'esdeveniment ha comptat sempre amb una nombrosa representació de pilots dels Països Catalans: Salvador Cañellas, Josep Maria Busquets, Min Grau, Ricard Fargas, César Gracia, Joan Soler Bultó, Paco González, José Medrano, Ricardo Quintanilla, Pere Auradell, Maurici Aschl o Ignasi Bultó són només alguns dels molts que han passat pel Classic Racing Revival en una o diverses edicions.
Finalment, diverses marques històriques de motocicletes catalanes han estat també homenatjades a Dénia, des de les cèlebres Derbi, OSSA, Bultaco i Montesa a d'altres menys conegudes, com ara Mymsa. Sovint, els hereus o antics propietaris d'aquestes empreses hi assisteixen hi porten algun model singular.

## Activitats
Durant tot el cap de setmana del Classic Racing Revival, al carrer Marqués de Campo s'hi exposen les motocicletes participants (juntament amb models singulars de col·leccionista) i s'hi organitza un mercat a l'aire lliure de motocicletes clàssiques, marxandatge, accessoris i altres productes relacionats. El dissabte a la tarda s'hi fan xerrades amb antics pilots de motociclisme, els quals signen autògrafs a qui ho desitgi. També dissabte a la tarda, se celebra la Volta Turística de Motos Antigues, la qual recorre zones properes de la Marina Alta. Ja a la nit, hi ha un sopar de gala, normalment al Restaurant Bona Platja.
El diumenge, de bon matí, comença l'exhibició de motos clàssiques de Gran Premi, concentrades al pàrquing de Torrecremada.

### Curses

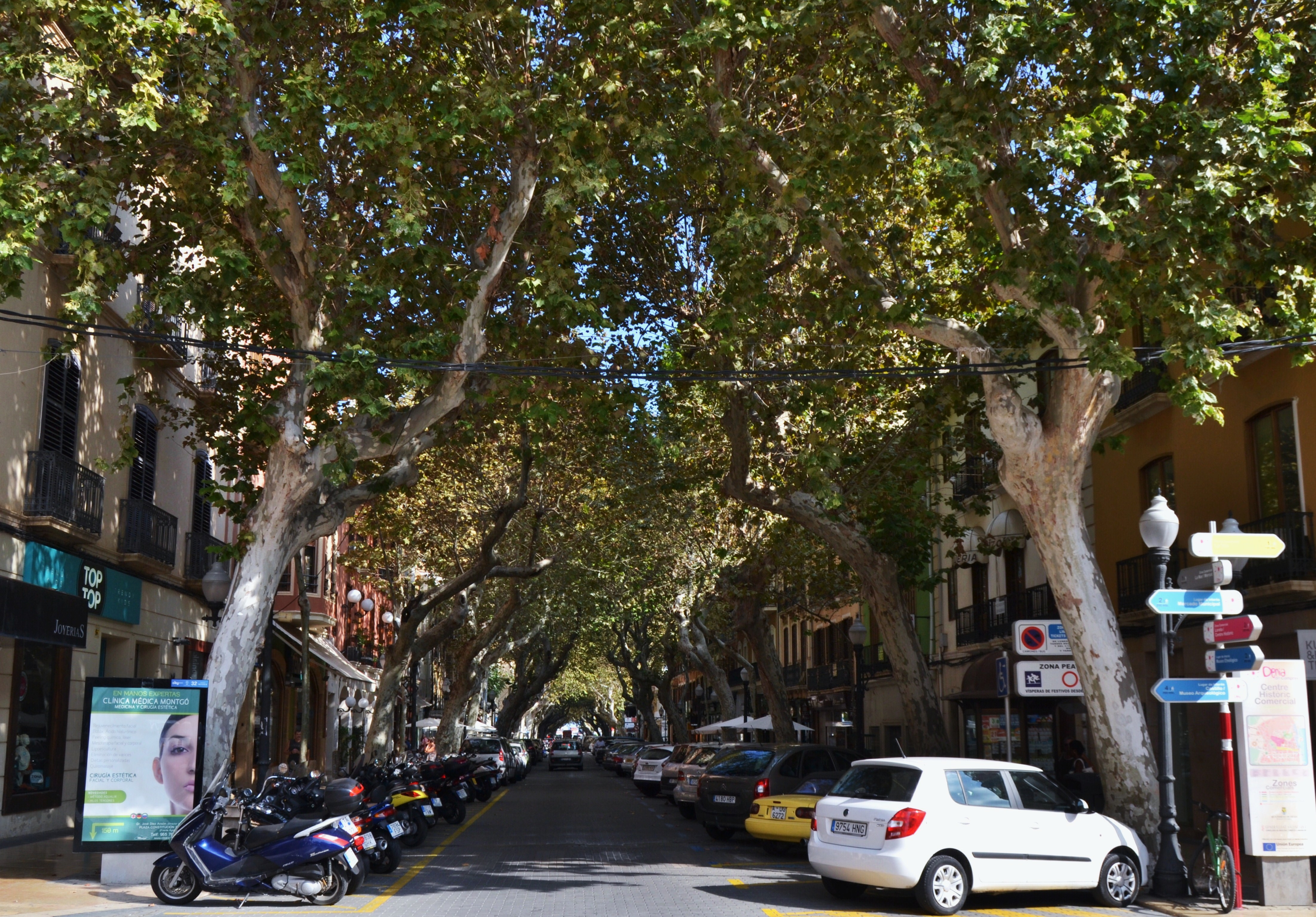
Carrer del marqués de Campo, centre de la Classic Racing Revival

Les curses es disputen en un circuit urbà tancat al trànsit, el Circuit Torrecremada (prop del carrer José Moncho). Se celebra un total de cinc curses, ja que les motos es divideixen per categories segons la seva cilindrada o tipus (totes elles, a més, han de ser anteriors a 1980). La inscripció es limita a 25 participants per categoria.
Les categories establertes són les següents:
- 50 cc
- 125 cc
- 250 cc
- 500 cc
- Old Racing GP (motocicletes anteriors a 1945)

## Historial d'edicions

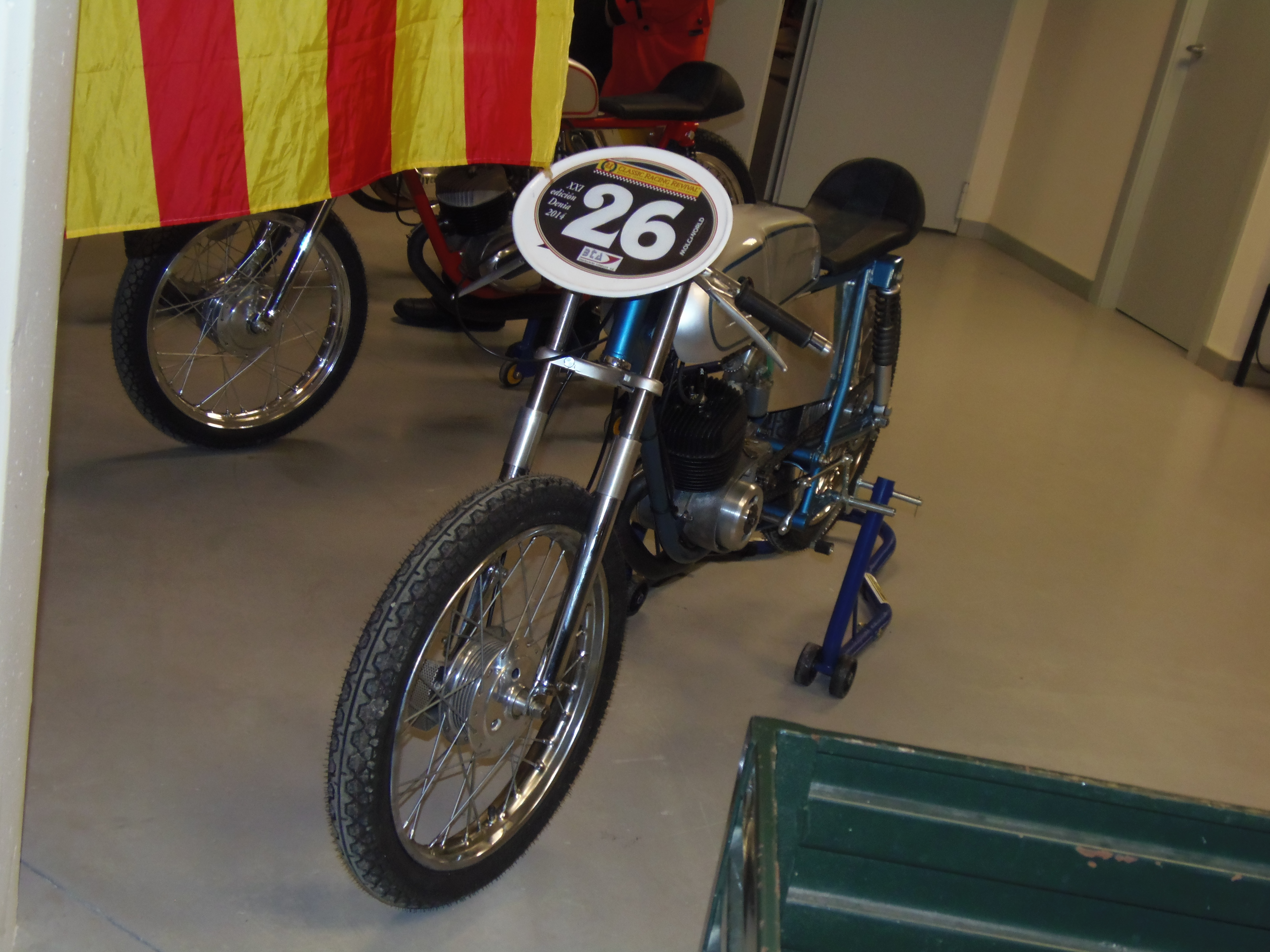
Una Mymsa SSW-62 Sport de 1962 que va partiicpar a la XXI edició

Tot seguit, una relació de les darreres edicions celebrades. S'hi indica a qui s'homenatjà en cadascuna d'elles ("Participant d'honor").
A 1 de gener de 2022
| Edició                    | Any  | Data                   | Participant d'honor                    |
| ------------------------- | ---- | ---------------------- | -------------------------------------- |
| XI                        | 2003 | 12 i 13 d'abril        | Tarquinio Provini                      |
| XII                       | 2004 | 23 a 25 d'abril        | Joan Soler Bultó                       |
| XIII                      | 2005 | 9 i 10 d'abril         | Carlo Ubbiali                          |
| XIV                       | 2006 | 29 i 30 d'abril        | Ricard Fargas                          |
| XV                        | 2007 | 28 i 29 d'abril        | Silvio Grassetti                       |
| XVI                       | 2008 | 31 de maig i 1 de juny | Ignasi Bultó                           |
| XVII                      | 2009 | 3 i 4 d'octubre        | Eduard Giró                            |
| XVIII                     | 2010 | 19 i 20 de juny        | Josep Maria Busquets                   |
| XIX                       | 2011 | 7 i 8 de maig          | Paolo Campanelli                       |
| XX                        | 2012 | 9 i 10 de juny         | Mike Hailwood                          |
|                           | 2013 | No celebrada           | No celebrada                           |
| XXI                       | 2014 | 12 i 13 d'abril        | Min Grau                               |
| XXII                      | 2015 | 16 i 17 de maig        | Remo Venturi                           |
| XXIII                     | 2016 | 24 i 25 de setembre    | Eugenio Lazzarini i Pier Paolo Bianchi |
|                           | 2017 | No celebrada           | No celebrada                           |
| XXIV                      | 2018 | 15 i 16 de setembre    | Salvador Cañellas i Ramiro Blanco      |
| 2019 - 2021: No celebrada |      |                        |                                        |

1. ↑  Homenatge pòstum. Hi assistí el seu fill, David Hailwood.